# Tryggve el Pretendent

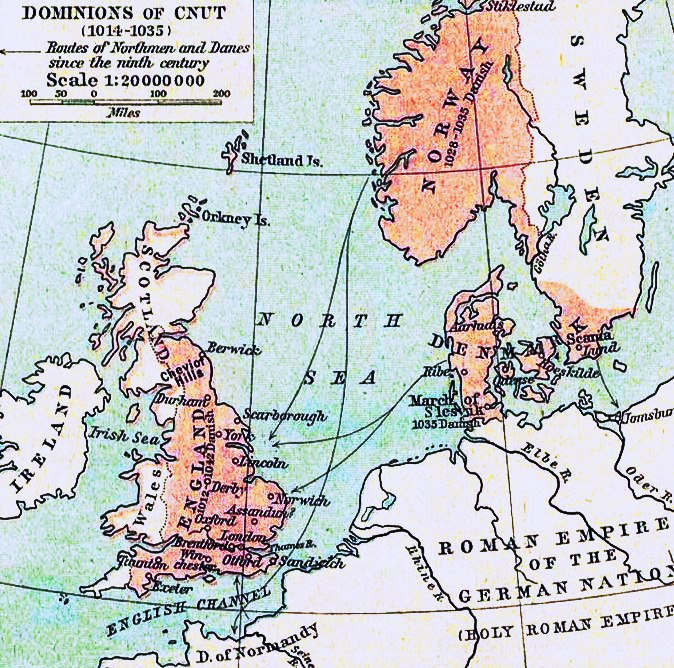
Mapa d'Escandinàvia en temps de Tryggve i Canut

Tryggve el Pretendent, també Tryggve Olafsson (nòrdic antic Tryggvi Ólafsson, noruec Tryggve Olavsson) (989 - 1033), era un dirigent viking de la primeria del s. XI que "vingué d'allén els mars" (segurament dels assentaments nòrdics a Anglaterra o Irlanda). La seua història apareix en Heimskringla de Snorri Sturluson, la saga Morkinskinna i Óláfs saga Tryggvasonar d'Oddr Snorraon.

## Invasió de Noruega
Segons Heimskringla, al 1033, durant el domini de Sven, fill de Canut II de Dinamarca, Tryggve envaí Noruega: reivindicava el tron i proclamava que era fill d'Olaf Tryggvason i la seua esposa Gyda de Dublín. Els seus enemics se'n burlaren, i asseguraren que Tryggve era un bord fill d'un sacerdot; Snorri Sturluson, però, cita vincles familiars de Tryggve amb el rei Olaf II de Noruega a Viken i l'autor de Morkinskinna afirma que Harald III de Noruega tenia parentiu amb el llavors difunt Tryggve, i insinuava que hi havia gent que creia en la reclamació del pretendent.
Arribà la notícia al rei Sveinn Knútsson i sa mare Aelfgifu Aelfhelmsdotter sobre la imminent invasió de Tryggve; convocaren els terratinents de Halogaland i Trondheim per unir-se a l'exèrcit reial i resistir l'ofensiva de Tryggve. El jarl Einar Tambarskjelve, enutjat per la política del govern de Canut, es negà a lluitar al costat de Sveinn ni cap dels poderosos nobles, com Kalv Arnesson o els seus germans lluitarien en el bàndol de Sveinn.
Sven i el seu exèrcit es dirigiren a Agder, creient que Tryggve s'endinsaria per Skagerrak per unir-se amb els seus aliats a Viken. Tryggve, però, aparegué a Hordaland, navegant cap a Rogaland per atacar la flota de Sven. Ambdues forces es trobaren a l'illa de Bokn, on pocs anys abans Erling Skjalgsson havia estat derrotat i mort.
Durant l'enfrontament armat (batalla de Soknasund, segons la versió de Snorri), Tryggve llançava javelines als seus enemics amb totes dues mans alhora, una característica d'Olaf Tryggvason ben coneguda. Tryggve exclamar "Així m'ensenyava mon pare a dir missa", intentant demostrar el seu parentiu amb el rei Olaf i burlant-se dels enemics que al·legaven la paternitat d'un capellà. Al marge de l'enginy del pretendent, l'exèrcit invasor fou superat per les forces de Sven, i Tryggve hi va morir.
Una cita conservada en la saga Morkinskinna relata la mort de Tryggve a mans d'un granger després de la batalla. Anys més tard, quan Harald III era rei de Noruega, passà pel camp de batalla i hi trobà un vell amic que li donà informació sobre l'assassí. Després de preguntar al presumpte culpable i escoltar la seua confessió, el rei Harald n'ordenà l'execució en la forca, justificant el vincle de parentiu entre ell i Tryggve i el seu deure de venjar la mort d'un parent.

## Heimskringla

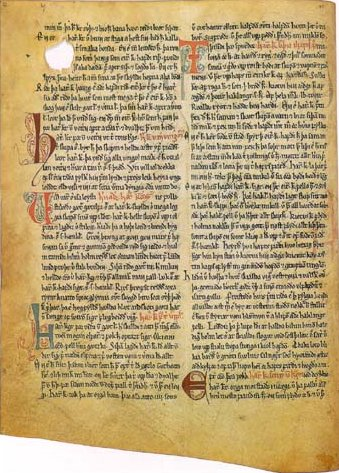
Una pàgina del manuscrit Heimskringla

El famós poema Tryggvaflokkr fou escrit per a Tryggve. Alguns experts atribueixen l'obra al poeta de la cort de Canut II, Sigvatr Þórðarson, i s'ha conservat en l'obra Heimskringla:
Impacient per la fama, endavant anà
des del nord el rei Tryggve,
mentre Sven des del sud s'hi dirigí
navegant per trobar-se en la batalla:
no lluny del lloc era jo.
Ràpidament alçaren els estendards.
Ràpidament s'enfrontaren les espases:
l'espasa inicià la matança.
Un altre poema d'Heimskringla, obra d'un skald desconegut, esmenta la batalla contra Tryggve:
Aquell diumenge de matí, donzella,
molt diferent era
dels dies quan les dones
esperaven els homes amb ale:
quan Sven als seus mariners oferí les seues
naus de guerra per nugar-hi
els arcs, amb carronya
tancant escotilles als corbs famolencs.